# Destroyer (canción)
«Destroyer» es una canción del grupo de Metal industrial Static-X y el segundo sencillo de su álbum Cannibal. La canción salió en iTunes el 13 de febrero. Alcanzó el número 23 en el Billboard Mainstream Rock Tracks.
El vídeo fue grabado el 7 de marzo y según el líder del grupo, Wayne Static, incluye dos equipos de roller derby en la época de los 70. La gran mayoría de las chicas incluidas en el vídeo vienen de Central Coast Roller Derby en San Luis Obispo, California. En el vídeo, salen varios movimientos ilegales de los roller derby, como juego sucio y peleas.
El 20 de marzo de 2007 Static-X saco el EP de "Destroyer" exclusivamente en las tiendas "Hot Topic" de USA.

## Lista de canciones del EP
1. «Destroyer» - 2:47
2. «Cannibal» - 3:13
3. «Love Dump» - 4:20
4. «Push It» - 2:36
5. «I'm With Stupid» (video musical)